# فرودگاه تریل
فرودگاه تریل (به انگلیسی: Trail Airport) یک فرودگاه همگانی با کد یاتا YZZ است که یک باند فرود آسفالت دارد و طول باند آن ۱۲۲۰ متر است. این فرودگاه در کشور کانادا قرار دارد و در ارتفاع ۴۳۵ متری از سطح دریا واقع شده است.

## شرکت‌های هواپیمایی و مقصدهای پروازی

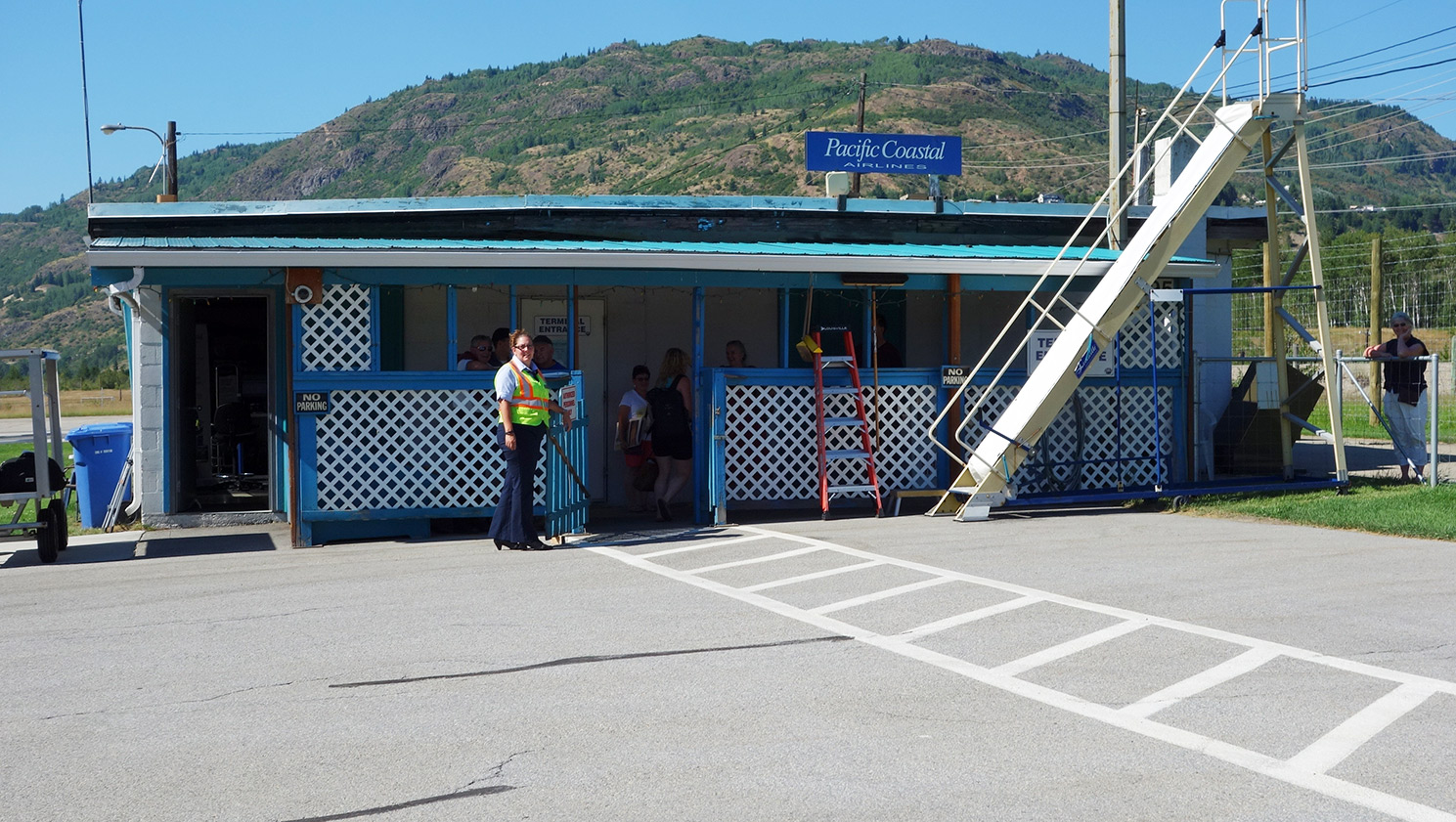
Trail Airport

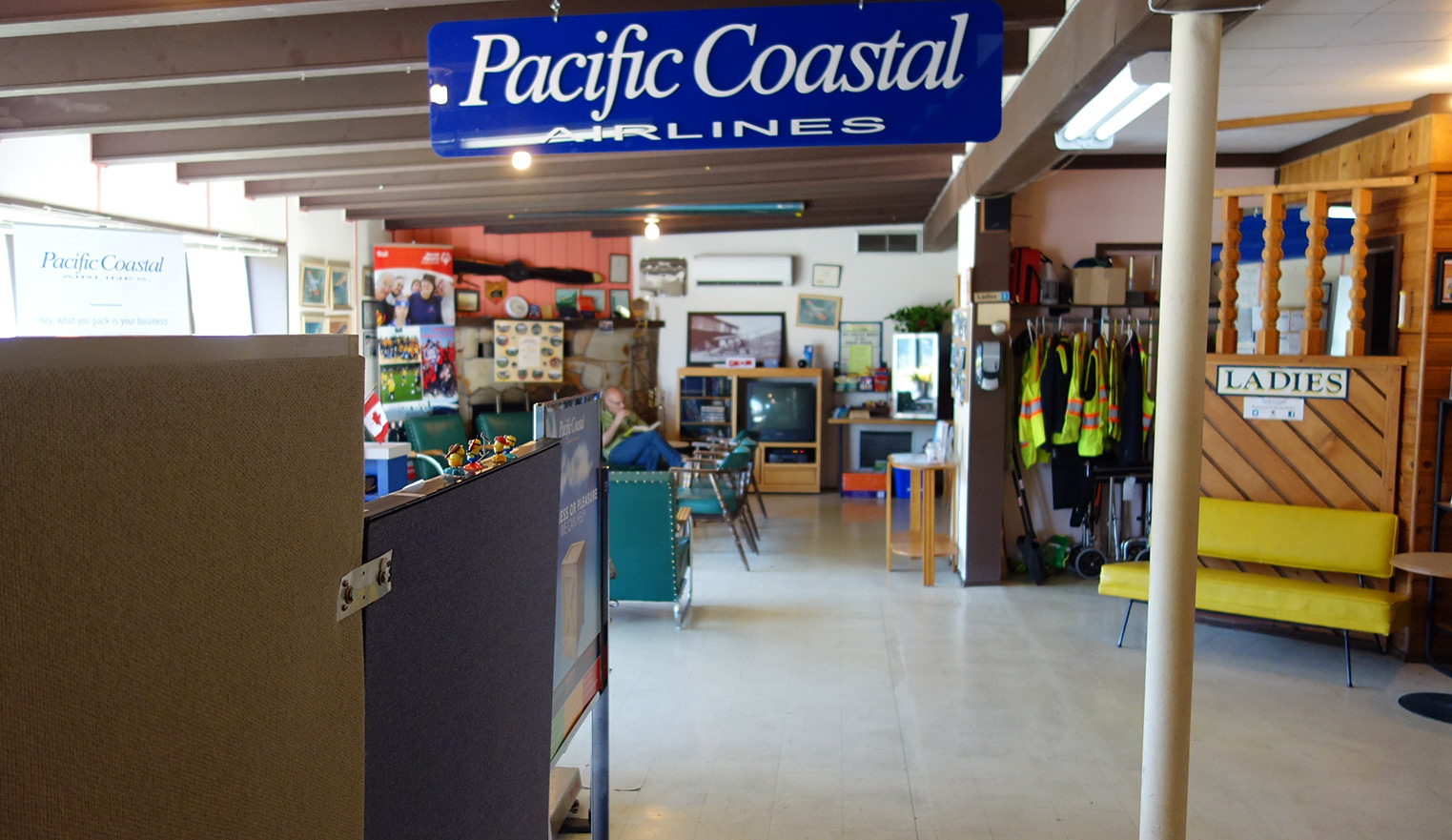
Terminal of Trail Airport

| شرکت‌های هواپیمایی        | مقصدهای پروازی |
| ------------------------ | -------------- |
| Pacific Coastal Airlines | ونکوور         |